# (1075) Helina
(1075) Helina ist ein Asteroid des Hauptgürtels, der am 29. September 1926 vom sowjetischen Astronomen Grigori Nikolajewitsch Neuimin in Simejis entdeckt wurde.
Der Asteroid wurde nach einem Sohn des Entdeckers benannt: Helij Grigorjewitsch Neuimin.